# Brescia Calcio
Maillots
Le Brescia Calcio est un ancien club de football italien fondé le 17 juillet 1911 et basé dans la ville de Brescia, en Lombardie.
Le club a remporté quatre championnat de deuxième division et deux de troisième division. Ses principaux rivaux sont l'Atalanta Bergame, l'Hellas Vérone Football Club et l'Inter de Milan, avec lesquels Brescia dispute les derbies lombards. Par ailleurs, les supporteurs du club sont jumelés avec ceux de Cesena, de Mantoue, de l'AC Milan, de Saint-Étienne ou encore de l'US Salernitana.
Le club a été présidé par Luigi Corioni de la saison 1992-1993 jusqu'à la saison 2014-2015. Le dernier président est Massimo Cellino. Le club évolue lors de la saison 2018-2019 en Série B, termine champion de deuxième division et est promu en Série A. Cependant, ils retournent en Serie B dès la saison 2020-2021.
En 2025, suite à des difficultés financières, le club est déclaré en faillite et perd son statut professionnel pour la première fois depuis sa fondation (114 ans).

## Historique

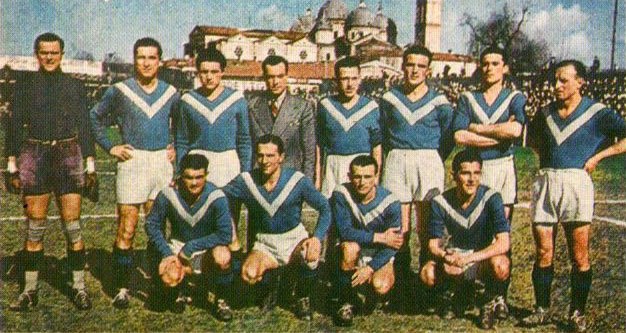
Le Brescia de la saison 1940-1941

- 1911 : fondation du club sous le nom de Brescia FC. Le football est arrivé à Brescia par l'intermédiaire d'ingénieurs anglais. La formation résulte de la fusion d'un grand nombre de club de la ville pour en former un unique.
- 1919 : le club est renommé AC Brescia
- 1976 : le club est renommé Brescia Calcio
- 1994 : le club remporte son principal trophée, la Coupe anglo-italienne contre Notts County à Wembley.
- 2010-2011 : Promotion en Serie A pour le centenaire du club
- 2015 : Relégation sportive en Serie C puis repêché à la suite de la faillite de l’AC Parma
- 2019 : Champion de Serie B et promotion en Serie A
- 2023 : Relégation en Serie C, aux playout face à Cosenza Calcio mais est repêché à la suite de la faillite de la Reggina 1914
- 2025 : Disparition du club

## Palmarès et résultats

### Palmarès
- Championnat de Série B (deuxième division) : 
  - Champion : 1965, 1992, 1997 et 2019
- Championnat de Série C (troisième division) : 
  - Champion : 1939 et 1985
- Coupe anglo-italienne : 
  - Vainqueur : 1994
- Coupe Intertoto : 
  - Finaliste : 2001

### Records individuels
|   | Nom               | Matchs | Dates                |
| - | ----------------- | ------ | -------------------- |
| 1 | Stefano Bonometti | 420    | 1978-1989, 1990-1996 |
| 2 | Egidio Salvi      | 397    | 1963-1968, 1969-1980 |

|   | Nom               | Matchs | Dates                                      |
| - | ----------------- | ------ | ------------------------------------------ |
| 1 | Andrea Caracciolo | 134    | 2001-2002, 2003-2005, 2008-2011, 2012-2018 |
| 2 | Virginio De Paoli | 102    | 1961-1966, 1968-1972                       |

## Identité du club

### Changements de nom
- 1919-1936 : Foot Ball Club Brescia
- 1936-1976 : Associazione Calcio Brescia
- 1976- 2018 : Brescia Calcio
- 2018-... : Brescia Calcio Football Club

### Logo
Le logo actuel date de 2011 et est une version modernisée de celui qui était portée des années 1980 à 2010.
On retrouve sur ce dernier la date de fondation du Club (1911) ainsi que le lion symbole de la ville.
Le fond est composé du "V" blanc sur fond Bleu, qui renvoient au surnom du club (Les Hirrondeles).
En 2017, à la suite du changement de club et de l'impossibilité d'utiliser le logo déposé au nom de la famille Corioni le nouveau président du club Lombard décide de changer le logo et de lui rendre son aspect initial, il change donc la dénomination du club en Brescia Calcio Football Club et modernise le logo.

### Sponsors
| - 1981-1982 Inoxriv - 1982-1983 Watergate - 1983-1986 Fin-Eco - 1986-1988 Wührer - 1988-1989 Watergate - 1989-1990 Unicef - 1991-1995 CAB - 1995-1996 Polenghi - 1996-1997 Brescialat - 1997-2001 Ristora - 2001-2005 Banca Lombarda - 2005-2007 Banco di Brescia - 2007-2009 UBI Banca-Banco di Brescia-Bregoli - 2009-2010 UBI Banca-Banco di Brescia-Bresciani - 2010-2011 UBI Banca-Banco di Brescia-Technologic (T-Logic) - Falar - Tescoma - 2011-2013 UBI Banca-Banco di Brescia-Sama - 2013-2014 UBI Banca-Banco di Brescia-Tescoma - 2014-2015 UBI Banca-Banco di Brescia-Falar - 2015-2017 UBI Banca-Banco di Brescia - 2017-2021 UBI Banca-Banco di Brescia-OMR - 2021-2022 Rigamonti Salumificio S.p.A-Intesa Sanpaolo-OMR - 2022-2023 Rigamonti Salumificio S.p.A-Intesa Sanpaolo-Le Stagioni D'Italia- Pardgroup - 2023-2025 Gruppo DAC-Le Stagioni D'Italia-Pardgroup-Intesa SanPaolo-Eat Pink |

| - 1978-1979 Umbro[citation nécessaire] - 1979-1981 Prince of Wales[citation nécessaire] - 1981-1982 Umbro[citation nécessaire] - 1982-1983 ... - 1983-1990 Gazelle - 1990-1991 Bontempi Sport - 1991-1994 Uhlsport - 1994-1997 ABM - 1997-1998 Erreà - 1998-2002 Garman - 2002-2004 Umbro - 2004-2006 Kappa - 2006-2009 ASICS - 2009-2012 Mass - 2012-2013 Givova - 2013-2014 Adidas - 2014-2015 Joma - 2015-2019 Acerbis - 2019-2025 Kappa |

## Personnalités du club

### Numéros retirés
| N° | Nat.                | Poste | Nom du joueur                         |
| -- | ------------------- | ----- | ------------------------------------- |
| 10 | Drapeau de l'Italie | A     | Roberto Baggio                        |
| 13 | Drapeau de l'Italie | D     | Vittorio Mero (en) (Hommage posthume) |